# Viorica Ursuleac

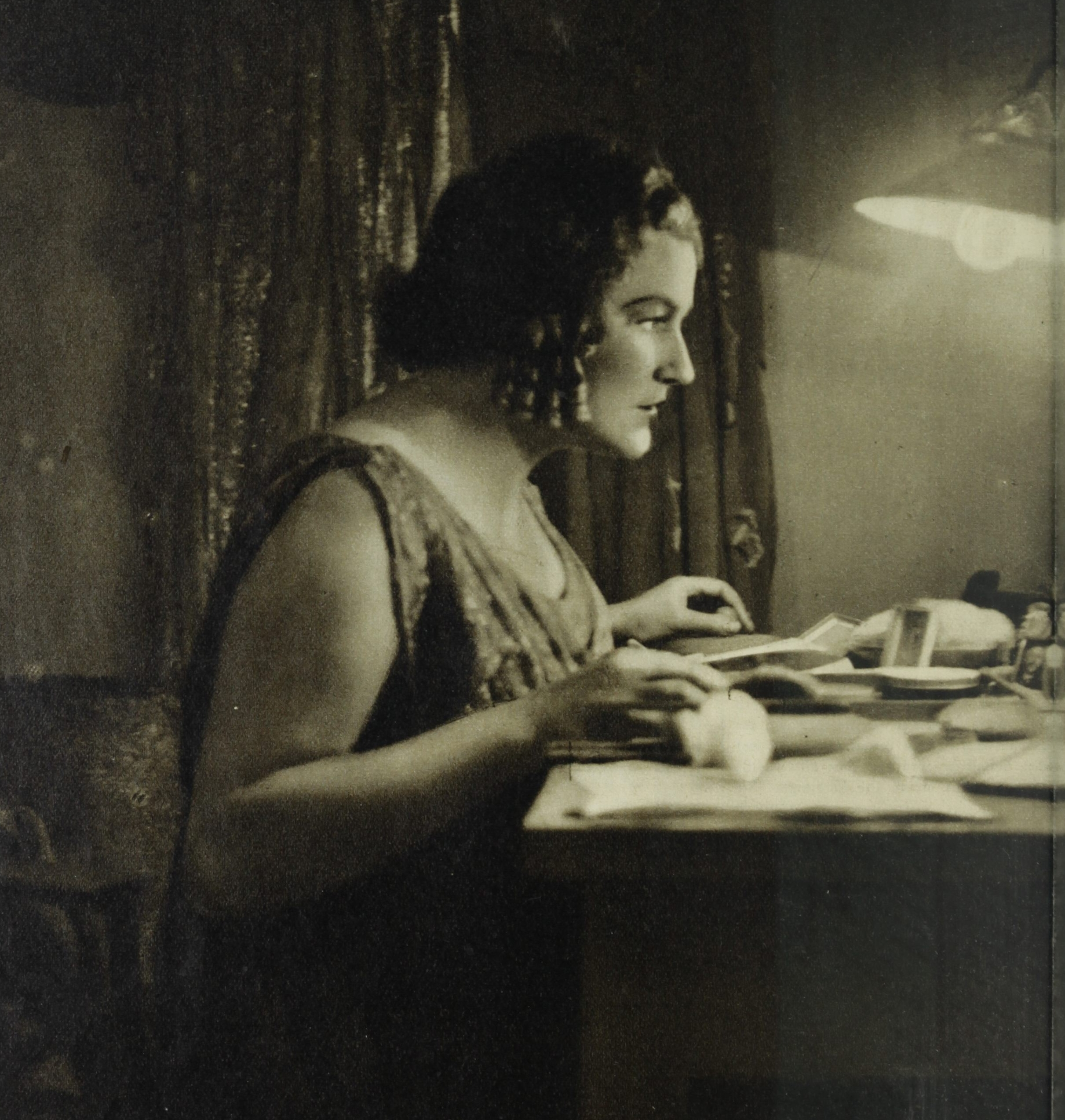
Vor ihrem Auftritt als Ägyptische Helena, Salzburger Festspiele 1934. Aufnahme: Franz Xaver Setzer

Viorica Ursuleac (* 26. März 1894 in Czernowitz, Österreich-Ungarn; † 22. Oktober 1985 in Ehrwald, Tirol) war eine österreichische Opernsängerin (dramatischer Sopran).

## Leben
Viorica Ursuleac war Tochter eines griechisch-orthodoxen Priesters. Sie studierte von 1917 bis 1922 an der Wiener Musikakademie bei Filip Forstén. 1918 debütierte sie in Zagreb in der Rolle der Charlotte im Werther von Jules Massenet, wechselte 1921 an die Oper von Czernowitz, 1922 verpflichtete Felix von Weingartner für drei Jahre an die Volksoper Wien, 1926 erhielt sie einen Sechsjahresvertrag an der Frankfurter Oper, der sie bis 1931 angehörte. In dieser Zeit stand ihr die Sängerin Beatrice Sutter-Kottlar als Ratgeberin zur Seite, später nahm sie in Berlin Privatunterricht bei Lilli Lehmann.
Neben Frankfurt war sie seit 1930 ständiges Mitglied der Wiener Staatsoper mit 25 Abendverpflichtungen pro Jahr. 1931 wurde sie außerdem von Fritz Busch für drei Jahre als Mitglied der Staatsoper Dresden, dort sang sie u. a. die Madame Butterfly in Puccinis gleichnamiger Oper. 1935 erhielt sie einen Zehnjahresvertrag an der Staatsoper Berlin unter Wilhelm Furtwängler, parallel dazu band sie ein Gastvertrag von 1937–1944 mit 30 Abenden pro Jahr an das Nationaltheater München.
Gastspiele, teilweise mit ihrem Mann Clemens Krauss, den sie 1945 in zweiter Ehe heiratete, führten sie nach Amsterdam, Brüssel, Budapest, Krakau, London, Mailand, Paris, Rom, Buenos Aires und zu den Salzburger Festspielen. Krauss leitete als Dirigent zahlreiche ihrer Auftritte, darunter auch die Uraufführungen von vier Richard-Strauss-Opern: Arabella (Dresden 1933), Friedenstag (München 1938) und Capriccio (München 1942) und Die Liebe der Danae (Salzburg 1944). Insbesondere als Strauss-Interpretin erlangte sie internationale Berühmtheit, etwa als Ariadne oder Arabella. Insgesamt hat sie 482 Strauss-Abende auf der Bühne gegeben, am häufigsten trat sie als Marschallin in Der Rosenkavalier und als Arabella auf. Sie und ihr Mann, Clemens Krauss, waren mit Richard Strauss freundschaftlich eng verbunden. Der Komponist widmete ihr die Orchesterfassungen seiner Lieder Das Bächlein (op. 88, Nr. 1), Zueignung (op. 10, Nr. 1) sowie das Lied Blick vom oberen Belvedere (op. 88, Nr. 2).
Im Laufe ihrer langen Bühnenkarriere hat sie nach eigenen Angaben insgesamt 84 Opernrollen dargestellt, dazu zählten u. a. Fiordiligi (Così fan tutte), Leonore (Fidelio) sowie Senta (Der fliegende Holländer), Elsa (Lohengrin), Eva (Die Meistersinger von Nürnberg), Brangäne (Tristan und Isolde) oder Desdemona (Otello).
1934 wurde Viorica Ursuleac  zur österreichischen, 1935 zur preußischen Kammersängerin ernannt. Sie stand 1944 wie ihr Mann in der Gottbegnadeten-Liste des Reichsministeriums für Volksaufklärung und Propaganda.
1954, nach dem Tod ihres Mannes, beendete sie ihre Karriere. Ab 1959 wirkte sie als Lehrkraft am Salzburger Mozarteum.
Ihre letzten dreißig Lebensjahre verbrachte sie in ihrem Haus in Ehrwald in Tirol. Dort entstand 1983 ein großes Filmporträt der Sängerin, das Wolf-Eberhard von Lewinski für den Saarländischen Rundfunk produzierte.
Nach ihrem Tod wurde sie an der Seite ihres Mannes am Friedhof in Ehrwald beigesetzt.
Am 30. August 2006 wurde in Czernowitz am Geburtshaus von Viorica Ursuleac, in dem sie auch ihre Jugend verbracht hatte, eine Gedenktafel eingeweiht; das Haus befindet sich in der ehemaligen Neue-Welt-Gasse (heute Вулиця Шевченка [Vulycja Ševčenka]) № 75.

## Diskografie
- Wenige Studioaufnahmen für die Deutsche Grammophon (1933, 1936 und 1943), alle unter Leitung von Clemens Krauss
- auf LP und CD wurden verschiedene Rundfunkaufnahmen veröffentlicht, so Gesamtaufnahmen von Opern von Richard Strauss (Arabella, 1942; Ariadne auf Naxos, 1935, Capriccio, 1953, Der Rosenkavalier, 1942) und Richard Wagner (Der fliegende Holländer, 1944 und Tristan und Isolde [mit Ursuleac als Brangäne], 1948) sowie einige Liedaufnahmen.
  - Der Rosenkavalier, mit Viorica Ursuleac, Georgine von Milinkovic, Adele Kern, Ludwig Weber, Georg Hann; Dirigent: Clemens Krauss, Bayerisches Staatsorchester, Gesamtaufnahme München 1942, Preiser Records